# オリビア・ロジャンスキ
オリビア・ロジャンスキ（Olivia Różański, 1997年6月5日 - ）は、ポーランドの女子バレーボール選手。ポーランド代表。

## 来歴

### クラブチーム
フランスのアルビ出身。2012年、フランスのAlbi Volley-Ball - USSPAへ入団しバレーボール選手としてのキャリアをスタートさせる。17歳のときにフランスからポーランドへ移住した際にSMS PZPSシチルクへ入団し、スポーツアカデミーに参加した。2017年、BKS BOSTIKビェルスコ＝ビャワへ移籍し3年間プレーした。2020/21シーズンからはIŁ Capital Legionovia Legionowoでプレーし、2021/22シーズンのポーランドリーグで5位となり、ベストスコアラーとベストスパイカー2冠の活躍をみせた。2022/23シーズンはイタリアセリエA1のキエーリ'76と契約した。2025年、SVリーグの群馬グリーンウイングスに入団。

### 代表チーム
2018年、ポーランド代表に初選出された。2019年、モントルーバレーマスターズで優勝を果たした。同年のネーションズリーグでは5位となった。2022年9-10月開催の世界選手権ではチームの得点源として活躍し7位となった。2023年、ネーションズリーグでは銅メダルした。

## 球歴
- 世界選手権 - 2022年
- ネーションズリーグ - 2019年、2021年、2022年、2023年

## 所属クラブ
- Albi Volley-Ball - USSPA（2012-2014年）
- SMS PZPSシチルク（2014-2017年）
- BKS BOSTIKビェルスコ＝ビャワ（2017-2020年）
- IŁキャピタル・レギオノヴィア・レギオノヴォ（2020-2022年）
- キエーリ'76（2022-2024年）
- ベシクタシュ（2024-2025年）
- 群馬グリーンウイングス（2025年-）